# Supermarkt

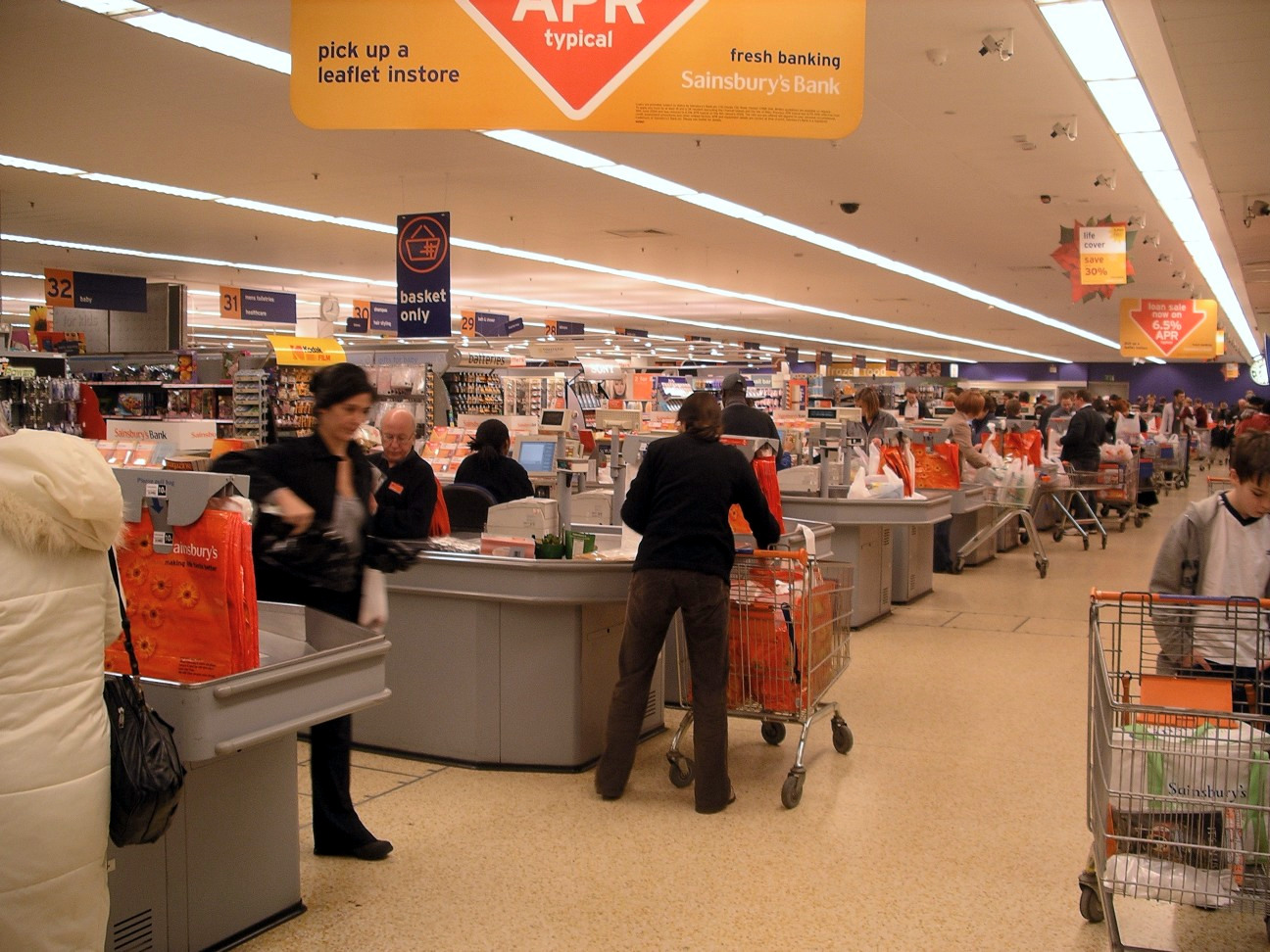
Kassa-afdeling van een grote supermarkt

Een supermarkt is een verkooporganisatie met grootschalige inkoop en afzet aan een consumentenmarkt in de vorm van een zelfbedieningswinkel waar voedingsmiddelen, waaronder verse groente, brood, vlees, kruidenierswaren en huishoudelijke artikelen worden verkocht. Soms behoren meer soorten artikelen, bijvoorbeeld kleding en medicijnen, ook tot het assortiment, en heeft de winkel deels het karakter van een warenhuis. Supermarkten zijn vaak onderdeel van een keten die in een regio, land of zelfs meerdere landen winkels heeft. Een kleine varende supermarkt noemt men een parlevinker.
Er is wel personeel betrokken bij het afrekenen aan de kassa en de verkoop van artikelen met een leeftijdsbeperking, zoals alcoholhoudende dranken en rookwaren, en klanten kunnen kleine dure artikelen wegens het diefstalrisico (ook) niet altijd zelf pakken. Steeds vaker zijn er ook zelfscankassa's. Bij een gemakswinkel is dit soms de enige manier om af te rekenen. In 2018 introduceerde Amazon zijn kassaloze supermarkt, waarbij men middels een app afrekent en met behulp van sensoren en cameraherkenning herkent wordt welke artikelen de klant wil afrekenen.

## Geschiedenis
De eerste zelfbedieningszaken verschenen in de Eerste Wereldoorlog in de Verenigde Staten. Vóór die tijd werden voedingsmiddelen verkocht door kleine kruideniers.
Tegen het einde van de twintigste eeuw waaide het supermarktconcept (winkelwagentje vullen en aan het eind afrekenen bij de kassa) ook over naar andere branches zoals doe-het-zelf-, meubelzaken (IKEA) en zaken voor huishoudelijke artikelen (Blokker).
De supermarkt betekende een revolutie voor het boodschappen doen, dat destijds voornamelijk door vrouwen werd gedaan. In plaats van lang in de rij te staan bij de kruidenier konden de vrouwen zelf hun boodschappen uitzoeken en hoefden daarna minder lang in de rij te staan voor de kassa.
De supermarkten betekenden ook een revolutie in verpakkingsmateriaal. Werd bij de kruidenier vrijwel alles afgewogen in aparte papieren zakken verpakt, in de supermarkt ligt alles zo aantrekkelijk mogelijk verpakt, met verschillende merken en verschillende hoeveelheden.
De komst van de supermarkt heeft tot gevolg gehad dat veel kleine, gespecialiseerde winkels verdwenen zijn. Een supermarktketen wordt, als overblijfsel van de kruideniersoorsprong, nog weleens een "grootgrutter" (grutter = kruidenier) genoemd. Supermarktketens die gericht zijn op het aanbieden van zo goedkoop mogelijke producten worden discounters of discountwinkels genoemd.

### In Nederland
In 1946 startte Chris van Woerkom als eerste met zelfbediening in Nijmegen in 1947 gevolgd door Johannes van Uffelen in Utrecht en in 1948 door Dirk van den Broek in Amsterdam en in 1949 door Kijkgrijp in Velsen-Noord. Begin jaren vijftig volgden diverse andere zaken.
In 1961 kreeg Nederland een nieuwe Vestigingswet Bedrijven, waarin de eisen tot gescheiden verkoop van vlees, groenten en brood werden geschrapt. Vanaf dat jaar gingen zelfbedieningskruideniers hun assortiment verbreden, en het nieuwe type winkel werd met de Amerikaanse naam "supermarkt" aangeduid. Aanvankelijk trok vaak een slager of groenteboer bij de kruidenier in, en bleef zo nog jaren een semi-zelfstandige. Geleidelijk verdrongen de landelijke ketenbedrijven de plaatselijke supers. Met de grotere automobiliteit vestigden zich de allergrootste supermarkten aan de rand van de steden.
Uit onderzoek blijkt dat men in Nederland in 2014 gemiddeld 680 meter moest reizen voor de dichtstbijzijnde supermarkt, onafhankelijk van welke keten dat is.
In 2020 had Albert Heijn een marktaandeel van 35,0%, de bij inkoopvereniging Superunie aangesloten supermarkten (zoals PLUS, Coop en Dirk) samen 27,3%, Jumbo 21,5%, Lidl 10,7% en Aldi 5,5%.

## Cijfers

### Winkelaantallen Nederland
Jaarlijks onderzoekt onderzoeksbureau Nielsen de winkelaantallen van de Nederlandse supermarkten. De winkelaantallen in onderstaande tabel zijn van week 52 van het betreffende jaar.
| Formule                | 2000  | 2001                                                           | 2002                                                           | 2003                                                           | 2004                                                           | 2005                                                           | 2006                                                           | 2007                                                           | 2008                                                           | 2009                                                           | 2010                                                           | 2011                                                           | 2012                                                           | 2013                                                           | 2014                                                           | 2015                                                           | 2016                                                           | 2017                                                           | 2018                                                           | 2019                                                           | 2020                                                           | 2021                                                           | 2022                                                           |
| ---------------------- | ----- | -------------------------------------------------------------- | -------------------------------------------------------------- | -------------------------------------------------------------- | -------------------------------------------------------------- | -------------------------------------------------------------- | -------------------------------------------------------------- | -------------------------------------------------------------- | -------------------------------------------------------------- | -------------------------------------------------------------- | -------------------------------------------------------------- | -------------------------------------------------------------- | -------------------------------------------------------------- | -------------------------------------------------------------- | -------------------------------------------------------------- | -------------------------------------------------------------- | -------------------------------------------------------------- | -------------------------------------------------------------- | -------------------------------------------------------------- | -------------------------------------------------------------- | -------------------------------------------------------------- | -------------------------------------------------------------- | -------------------------------------------------------------- |
| Albert Heijn           | 731   | 688                                                            | 698                                                            | 744                                                            | 706                                                            | 713                                                            | 752                                                            | 796                                                            | 817                                                            | 827                                                            | 833                                                            | 853                                                            | 877                                                            | 908                                                            | 933                                                            | 944                                                            | 933                                                            | 952                                                            | 970                                                            | 975                                                            | 996                                                            | 1.057                                                          | 1.154                                                          |
| 0 Albert Heijn         | 709   | 686                                                            | 706                                                            | 705                                                            | 674                                                            | 674                                                            | 709                                                            | 738                                                            | 750                                                            | 752                                                            | 756                                                            | 771                                                            | 782                                                            | 815                                                            | 836                                                            | 849                                                            | 830                                                            | 841                                                            | 853                                                            | 858                                                            | 869                                                            |                                                                |                                                                |
| 0 AH to go             | –     | 2                                                              | 14                                                             | 35                                                             | 26                                                             | 28                                                             | 31                                                             | 36                                                             | 40                                                             | 45                                                             | 47                                                             | 51                                                             | 61                                                             | 59                                                             | 61                                                             | 60                                                             | 68                                                             | 76                                                             | 81                                                             | 81                                                             | 90                                                             |                                                                |                                                                |
| 0 AH XL                | –     | –                                                              | 2                                                              | 4                                                              | 6                                                              | 11                                                             | 12                                                             | 22                                                             | 27                                                             | 30                                                             | 30                                                             | 31                                                             | 34                                                             | 34                                                             | 36                                                             | 35                                                             | 35                                                             | 35                                                             | 36                                                             | 36                                                             | 37                                                             |                                                                |                                                                |
| 0 Primarkt             | 22    | Opgegaan in Albert Heijn                                       | Opgegaan in Albert Heijn                                       | Opgegaan in Albert Heijn                                       | Opgegaan in Albert Heijn                                       | Opgegaan in Albert Heijn                                       | Opgegaan in Albert Heijn                                       | Opgegaan in Albert Heijn                                       | Opgegaan in Albert Heijn                                       | Opgegaan in Albert Heijn                                       | Opgegaan in Albert Heijn                                       | Opgegaan in Albert Heijn                                       | Opgegaan in Albert Heijn                                       | Opgegaan in Albert Heijn                                       | Opgegaan in Albert Heijn                                       | Opgegaan in Albert Heijn                                       | Opgegaan in Albert Heijn                                       | Opgegaan in Albert Heijn                                       | Opgegaan in Albert Heijn                                       | Opgegaan in Albert Heijn                                       | Opgegaan in Albert Heijn                                       | Opgegaan in Albert Heijn                                       | Opgegaan in Albert Heijn                                       |
| Jumbo Groep            | –     | –                                                              | –                                                              | –                                                              | –                                                              | –                                                              | –                                                              | –                                                              | –                                                              | –                                                              | –                                                              | –                                                              | 699                                                            | 661                                                            | 626                                                            | 587                                                            | 583                                                            | 591                                                            | 619                                                            | 672                                                            | 682                                                            | 691                                                            | 685                                                            |
| 0 Jumbo                | 52    | 55                                                             | 59                                                             | 64                                                             | 66                                                             | 77                                                             | 92                                                             | 119                                                            | 120                                                            | 126                                                            | 173                                                            | 262                                                            | 310                                                            | 390                                                            | 498                                                            | 583                                                            | 582                                                            | 585                                                            | 611                                                            | 663                                                            | 667                                                            | 691                                                            | 685                                                            |
| 0 Jumbo City           | –     | –                                                              | –                                                              | –                                                              | –                                                              | –                                                              | –                                                              | –                                                              | –                                                              | –                                                              | –                                                              | –                                                              | –                                                              | –                                                              | –                                                              | –                                                              | –                                                              | 5                                                              | 7                                                              | 8                                                              | 14                                                             |                                                                |                                                                |
| 0 Pryma                | 20    | 17                                                             | 14                                                             | 12                                                             | 11                                                             | 10                                                             | 7                                                              | 7                                                              | 6                                                              | 6                                                              | 6                                                              | 4                                                              | 4                                                              | 4                                                              | 4                                                              | 4                                                              | 1                                                              | 1                                                              | 1                                                              | 1                                                              | 1                                                              |                                                                |                                                                |
| Schuitema              | 535   | 551                                                            | 491                                                            | 476                                                            | 472                                                            | 474                                                            | 462                                                            | 440                                                            | 387                                                            | 371                                                            | 389                                                            | 422                                                            | Overgenomen door Jumbo                                         | Overgenomen door Jumbo                                         | Overgenomen door Jumbo                                         | Overgenomen door Jumbo                                         | Overgenomen door Jumbo                                         | Overgenomen door Jumbo                                         | Overgenomen door Jumbo                                         | Overgenomen door Jumbo                                         | Overgenomen door Jumbo                                         | Overgenomen door Jumbo                                         | Overgenomen door Jumbo                                         |
| 0 C1000                | 352   | 402                                                            | 444                                                            | 476                                                            | 472                                                            | 474                                                            | 462                                                            | 440                                                            | 387                                                            | 371                                                            | 389                                                            | 422                                                            | 385                                                            | 267                                                            | 124                                                            | Overgenomen door Jumbo                                         | Overgenomen door Jumbo                                         | Overgenomen door Jumbo                                         | Overgenomen door Jumbo                                         | Overgenomen door Jumbo                                         | Overgenomen door Jumbo                                         | Overgenomen door Jumbo                                         | Overgenomen door Jumbo                                         |
| 0 A&P                  | 125   | 111                                                            | 43                                                             | Opgegaan in C1000                                              | Opgegaan in C1000                                              | Opgegaan in C1000                                              | Opgegaan in C1000                                              | Opgegaan in C1000                                              | Opgegaan in C1000                                              | Opgegaan in C1000                                              | Opgegaan in C1000                                              | Opgegaan in C1000                                              | Opgegaan in C1000                                              | Opgegaan in C1000                                              | Opgegaan in C1000                                              | Opgegaan in C1000                                              | Opgegaan in C1000                                              | Opgegaan in C1000                                              | Opgegaan in C1000                                              | Opgegaan in C1000                                              | Opgegaan in C1000                                              | Opgegaan in C1000                                              | Opgegaan in C1000                                              |
| 0 Kopak                | 58    | 34                                                             | Opgegaan in C1000                                              | Opgegaan in C1000                                              | Opgegaan in C1000                                              | Opgegaan in C1000                                              | Opgegaan in C1000                                              | Opgegaan in C1000                                              | Opgegaan in C1000                                              | Opgegaan in C1000                                              | Opgegaan in C1000                                              | Opgegaan in C1000                                              | Opgegaan in C1000                                              | Opgegaan in C1000                                              | Opgegaan in C1000                                              | Opgegaan in C1000                                              | Opgegaan in C1000                                              | Opgegaan in C1000                                              | Opgegaan in C1000                                              | Opgegaan in C1000                                              | Opgegaan in C1000                                              | Opgegaan in C1000                                              | Opgegaan in C1000                                              |
| 0 Maxis                | 5     | 4                                                              | 4                                                              | Verkocht aan AH XL en C1000                                    | Verkocht aan AH XL en C1000                                    | Verkocht aan AH XL en C1000                                    | Verkocht aan AH XL en C1000                                    | Verkocht aan AH XL en C1000                                    | Verkocht aan AH XL en C1000                                    | Verkocht aan AH XL en C1000                                    | Verkocht aan AH XL en C1000                                    | Verkocht aan AH XL en C1000                                    | Verkocht aan AH XL en C1000                                    | Verkocht aan AH XL en C1000                                    | Verkocht aan AH XL en C1000                                    | Verkocht aan AH XL en C1000                                    | Verkocht aan AH XL en C1000                                    | Verkocht aan AH XL en C1000                                    | Verkocht aan AH XL en C1000                                    | Verkocht aan AH XL en C1000                                    | Verkocht aan AH XL en C1000                                    | Verkocht aan AH XL en C1000                                    | Verkocht aan AH XL en C1000                                    |
| Laurus                 | 1.043 | 874                                                            | 849                                                            | 773                                                            | 761                                                            | 770                                                            | 747                                                            | 464                                                            | Overgenomen door Jumbo                                         | Overgenomen door Jumbo                                         | Overgenomen door Jumbo                                         | Overgenomen door Jumbo                                         | Overgenomen door Jumbo                                         | Overgenomen door Jumbo                                         | Overgenomen door Jumbo                                         | Overgenomen door Jumbo                                         | Overgenomen door Jumbo                                         | Overgenomen door Jumbo                                         | Overgenomen door Jumbo                                         | Overgenomen door Jumbo                                         | Overgenomen door Jumbo                                         | Overgenomen door Jumbo                                         | Overgenomen door Jumbo                                         |
| 0 Super de Boer        | 408   | 426                                                            | 403                                                            | 374                                                            | 396                                                            | 391                                                            | 365                                                            | 358                                                            | 312                                                            | 285                                                            | 193                                                            | 44                                                             | Overgenomen door Jumbo, deels overgedragen aan C1000           | Overgenomen door Jumbo, deels overgedragen aan C1000           | Overgenomen door Jumbo, deels overgedragen aan C1000           | Overgenomen door Jumbo, deels overgedragen aan C1000           | Overgenomen door Jumbo, deels overgedragen aan C1000           | Overgenomen door Jumbo, deels overgedragen aan C1000           | Overgenomen door Jumbo, deels overgedragen aan C1000           | Overgenomen door Jumbo, deels overgedragen aan C1000           | Overgenomen door Jumbo, deels overgedragen aan C1000           | Overgenomen door Jumbo, deels overgedragen aan C1000           | Overgenomen door Jumbo, deels overgedragen aan C1000           |
| 0 Edah                 | 321   | 300                                                            | 313                                                            | 263                                                            | 269                                                            | 284                                                            | 276                                                            | 106                                                            | Overgenomen door Sligro Food Group en de Sperwer Groep         | Overgenomen door Sligro Food Group en de Sperwer Groep         | Overgenomen door Sligro Food Group en de Sperwer Groep         | Overgenomen door Sligro Food Group en de Sperwer Groep         | Overgenomen door Sligro Food Group en de Sperwer Groep         | Overgenomen door Sligro Food Group en de Sperwer Groep         | Overgenomen door Sligro Food Group en de Sperwer Groep         | Overgenomen door Sligro Food Group en de Sperwer Groep         | Overgenomen door Sligro Food Group en de Sperwer Groep         | Overgenomen door Sligro Food Group en de Sperwer Groep         | Overgenomen door Sligro Food Group en de Sperwer Groep         | Overgenomen door Sligro Food Group en de Sperwer Groep         | Overgenomen door Sligro Food Group en de Sperwer Groep         | Overgenomen door Sligro Food Group en de Sperwer Groep         | Overgenomen door Sligro Food Group en de Sperwer Groep         |
| 0 Lekker & Laag        | 2     | 2                                                              | 2                                                              | 2                                                              | 2                                                              | 52                                                             | 66                                                             | Overgenomen door AH XL, C1000 en Hoogvliet                     | Overgenomen door AH XL, C1000 en Hoogvliet                     | Overgenomen door AH XL, C1000 en Hoogvliet                     | Overgenomen door AH XL, C1000 en Hoogvliet                     | Overgenomen door AH XL, C1000 en Hoogvliet                     | Overgenomen door AH XL, C1000 en Hoogvliet                     | Overgenomen door AH XL, C1000 en Hoogvliet                     | Overgenomen door AH XL, C1000 en Hoogvliet                     | Overgenomen door AH XL, C1000 en Hoogvliet                     | Overgenomen door AH XL, C1000 en Hoogvliet                     | Overgenomen door AH XL, C1000 en Hoogvliet                     | Overgenomen door AH XL, C1000 en Hoogvliet                     | Overgenomen door AH XL, C1000 en Hoogvliet                     | Overgenomen door AH XL, C1000 en Hoogvliet                     | Overgenomen door AH XL, C1000 en Hoogvliet                     | Overgenomen door AH XL, C1000 en Hoogvliet                     |
| 0 Konmar               | 29    | 119                                                            | 131                                                            | 134                                                            | 94                                                             | 43                                                             | 40                                                             |                                                                | Overgenomen door Albert Heijn, C1000 en Jumbo                  | Overgenomen door Albert Heijn, C1000 en Jumbo                  | Overgenomen door Albert Heijn, C1000 en Jumbo                  | Overgenomen door Albert Heijn, C1000 en Jumbo                  | Overgenomen door Albert Heijn, C1000 en Jumbo                  | Overgenomen door Albert Heijn, C1000 en Jumbo                  | Overgenomen door Albert Heijn, C1000 en Jumbo                  | Overgenomen door Albert Heijn, C1000 en Jumbo                  | Overgenomen door Albert Heijn, C1000 en Jumbo                  | Overgenomen door Albert Heijn, C1000 en Jumbo                  | Overgenomen door Albert Heijn, C1000 en Jumbo                  | Overgenomen door Albert Heijn, C1000 en Jumbo                  | Overgenomen door Albert Heijn, C1000 en Jumbo                  | Overgenomen door Albert Heijn, C1000 en Jumbo                  | Overgenomen door Albert Heijn, C1000 en Jumbo                  |
| 0 Groenwoudt           | 68    | 19                                                             | Opgegaan in Konmar                                             | Opgegaan in Konmar                                             | Opgegaan in Konmar                                             | Opgegaan in Konmar                                             | Opgegaan in Konmar                                             | Opgegaan in Konmar                                             | Opgegaan in Konmar                                             | Opgegaan in Konmar                                             | Opgegaan in Konmar                                             | Opgegaan in Konmar                                             | Opgegaan in Konmar                                             | Opgegaan in Konmar                                             | Opgegaan in Konmar                                             | Opgegaan in Konmar                                             | Opgegaan in Konmar                                             | Opgegaan in Konmar                                             | Opgegaan in Konmar                                             | Opgegaan in Konmar                                             | Opgegaan in Konmar                                             | Opgegaan in Konmar                                             | Opgegaan in Konmar                                             |
| 0 Nieuwe Weme          | 37    | 8                                                              | Opgegaan in Konmar                                             | Opgegaan in Konmar                                             | Opgegaan in Konmar                                             | Opgegaan in Konmar                                             | Opgegaan in Konmar                                             | Opgegaan in Konmar                                             | Opgegaan in Konmar                                             | Opgegaan in Konmar                                             | Opgegaan in Konmar                                             | Opgegaan in Konmar                                             | Opgegaan in Konmar                                             | Opgegaan in Konmar                                             | Opgegaan in Konmar                                             | Opgegaan in Konmar                                             | Opgegaan in Konmar                                             | Opgegaan in Konmar                                             | Opgegaan in Konmar                                             | Opgegaan in Konmar                                             | Opgegaan in Konmar                                             | Opgegaan in Konmar                                             | Opgegaan in Konmar                                             |
| 0 Basismarkt           | 178   | 50 filialen verkocht aan Lidl, 5 aan Kruidvat en 6 aan Blokker | 50 filialen verkocht aan Lidl, 5 aan Kruidvat en 6 aan Blokker | 50 filialen verkocht aan Lidl, 5 aan Kruidvat en 6 aan Blokker | 50 filialen verkocht aan Lidl, 5 aan Kruidvat en 6 aan Blokker | 50 filialen verkocht aan Lidl, 5 aan Kruidvat en 6 aan Blokker | 50 filialen verkocht aan Lidl, 5 aan Kruidvat en 6 aan Blokker | 50 filialen verkocht aan Lidl, 5 aan Kruidvat en 6 aan Blokker | 50 filialen verkocht aan Lidl, 5 aan Kruidvat en 6 aan Blokker | 50 filialen verkocht aan Lidl, 5 aan Kruidvat en 6 aan Blokker | 50 filialen verkocht aan Lidl, 5 aan Kruidvat en 6 aan Blokker | 50 filialen verkocht aan Lidl, 5 aan Kruidvat en 6 aan Blokker | 50 filialen verkocht aan Lidl, 5 aan Kruidvat en 6 aan Blokker | 50 filialen verkocht aan Lidl, 5 aan Kruidvat en 6 aan Blokker | 50 filialen verkocht aan Lidl, 5 aan Kruidvat en 6 aan Blokker | 50 filialen verkocht aan Lidl, 5 aan Kruidvat en 6 aan Blokker | 50 filialen verkocht aan Lidl, 5 aan Kruidvat en 6 aan Blokker | 50 filialen verkocht aan Lidl, 5 aan Kruidvat en 6 aan Blokker | 50 filialen verkocht aan Lidl, 5 aan Kruidvat en 6 aan Blokker | 50 filialen verkocht aan Lidl, 5 aan Kruidvat en 6 aan Blokker | 50 filialen verkocht aan Lidl, 5 aan Kruidvat en 6 aan Blokker | 50 filialen verkocht aan Lidl, 5 aan Kruidvat en 6 aan Blokker | 50 filialen verkocht aan Lidl, 5 aan Kruidvat en 6 aan Blokker |
| Superunie              |       |                                                                |                                                                |                                                                |                                                                |                                                                |                                                                |                                                                |                                                                |                                                                |                                                                |                                                                |                                                                |                                                                |                                                                |                                                                |                                                                |                                                                |                                                                |                                                                |                                                                |                                                                |                                                                |
| 0 Sperwer Groep        |       |                                                                |                                                                |                                                                |                                                                |                                                                |                                                                |                                                                |                                                                |                                                                |                                                                |                                                                |                                                                |                                                                |                                                                |                                                                |                                                                |                                                                |                                                                |                                                                |                                                                |                                                                |                                                                |
| 00 PLUS                | 175   | 200                                                            | 218                                                            | 215                                                            | 214                                                            | 218                                                            | 235                                                            | 278                                                            | 272                                                            | 268                                                            | 263                                                            | 261                                                            | 257                                                            | 255                                                            | 255                                                            | 263                                                            | 264                                                            | 260                                                            | 263                                                            | 271                                                            | 269                                                            | 268                                                            | 268                                                            |
| 00 Garantmarkt         | 103   | 87                                                             | 74                                                             | 61                                                             | Opgegaan in PLUS                                               | Opgegaan in PLUS                                               | Opgegaan in PLUS                                               | Opgegaan in PLUS                                               | Opgegaan in PLUS                                               | Opgegaan in PLUS                                               | Opgegaan in PLUS                                               | Opgegaan in PLUS                                               | Opgegaan in PLUS                                               | Opgegaan in PLUS                                               | Opgegaan in PLUS                                               | Opgegaan in PLUS                                               | Opgegaan in PLUS                                               | Opgegaan in PLUS                                               | Opgegaan in PLUS                                               | Opgegaan in PLUS                                               | Opgegaan in PLUS                                               | Opgegaan in PLUS                                               | Opgegaan in PLUS                                               |
| 00 4=6                 | 21    | 12                                                             | 11                                                             | Opgegaan in PLUS                                               | Opgegaan in PLUS                                               | Opgegaan in PLUS                                               | Opgegaan in PLUS                                               | Opgegaan in PLUS                                               | Opgegaan in PLUS                                               | Opgegaan in PLUS                                               | Opgegaan in PLUS                                               | Opgegaan in PLUS                                               | Opgegaan in PLUS                                               | Opgegaan in PLUS                                               | Opgegaan in PLUS                                               | Opgegaan in PLUS                                               | Opgegaan in PLUS                                               | Opgegaan in PLUS                                               | Opgegaan in PLUS                                               | Opgegaan in PLUS                                               | Opgegaan in PLUS                                               | Opgegaan in PLUS                                               | Opgegaan in PLUS                                               |
| 00 Spar Holding (45%)  |       |                                                                | 278                                                            |                                                                |                                                                |                                                                |                                                                |                                                                |                                                                | 649                                                            | 628                                                            | 550                                                            | 490                                                            | 476                                                            | 459                                                            | 442                                                            |                                                                |                                                                |                                                                |                                                                |                                                                | 429                                                            | 425                                                            |
| 000 Spar formule       | 275   | 261                                                            | 308                                                            | 314                                                            | 324                                                            | 313                                                            | 322                                                            | 350                                                            | 325                                                            | 315                                                            | 302                                                            | 300                                                            | 295                                                            | 236                                                            | 218                                                            | 213                                                            | 209                                                            | 204                                                            | 207                                                            | 204                                                            | 204                                                            | 236                                                            |                                                                |
| 000 Attent             | 59    | 59                                                             | 56                                                             | 54                                                             | 57                                                             | 55                                                             | 56                                                             | 54                                                             | 56                                                             | 63                                                             | 83                                                             | 102                                                            | 101                                                            | 97                                                             | 98                                                             | 129                                                            | 86                                                             | 65                                                             | Opgeheven                                                      | Opgeheven                                                      | Opgeheven                                                      | Opgeheven                                                      | Opgeheven                                                      |
| 000 SparExpress        | –     | –                                                              | –                                                              | –                                                              | –                                                              | –                                                              | –                                                              | –                                                              | –                                                              | –                                                              | –                                                              | –                                                              | –                                                              | –                                                              | –                                                              | –                                                              | –                                                              | –                                                              | 100                                                            | 150                                                            | 150                                                            |                                                                |                                                                |
| 000 SparCity           | –     | –                                                              | –                                                              | –                                                              | –                                                              | –                                                              | –                                                              | –                                                              | –                                                              | –                                                              | –                                                              | –                                                              | 10                                                             | 11                                                             | 13                                                             | 17                                                             | 27                                                             | 29                                                             | 32                                                             | 36                                                             | 44                                                             |                                                                |                                                                |
| 0 Detailresult         | –     | –                                                              | –                                                              | –                                                              | –                                                              | –                                                              | –                                                              | –                                                              |                                                                |                                                                |                                                                | 186                                                            | 186                                                            | 185                                                            | 186                                                            | 189                                                            | 198                                                            | 200                                                            | 201                                                            | 204                                                            | 225                                                            |                                                                |                                                                |
| 00 Dirk                |       |                                                                | 36                                                             | 36                                                             | 45                                                             | 48                                                             | 46                                                             | 53                                                             | 51                                                             | 96                                                             | 97                                                             | 99                                                             | 99                                                             | 101                                                            | 103                                                            | 107                                                            | 117                                                            | 120                                                            | 121                                                            | 123                                                            | 126                                                            | 126                                                            | 126                                                            |
| 000 Dino               | 3     | 4                                                              | 4                                                              | 4                                                              | 4                                                              | 4                                                              |                                                                |                                                                |                                                                | Opgegaan in Digros                                             | Opgegaan in Digros                                             | Opgegaan in Digros                                             | Opgegaan in Digros                                             | Opgegaan in Digros                                             | Opgegaan in Digros                                             | Opgegaan in Digros                                             | Opgegaan in Digros                                             | Opgegaan in Digros                                             | Opgegaan in Digros                                             | Opgegaan in Digros                                             | Opgegaan in Digros                                             | Opgegaan in Digros                                             | Opgegaan in Digros                                             |
| 00 Bas van der Heijden | 27    | 27                                                             | 26                                                             | 27                                                             | 27                                                             | 26                                                             | 26                                                             | 28                                                             | 27                                                             | 29                                                             | 29                                                             | 27                                                             | 27                                                             | 27                                                             | 29                                                             | Opgegaan in Dirk                                               | Opgegaan in Dirk                                               | Opgegaan in Dirk                                               | Opgegaan in Dirk                                               | Opgegaan in Dirk                                               | Opgegaan in Dirk                                               | Opgegaan in Dirk                                               | Opgegaan in Dirk                                               |
| 00 Digros              | 13    | 14                                                             | 14                                                             | 14                                                             | 14                                                             | 14                                                             | 18                                                             | 17                                                             | 17                                                             | 17                                                             | 16                                                             | 16                                                             | 16                                                             | 16                                                             | 16                                                             | Opgegaan in Dirk                                               | Opgegaan in Dirk                                               | Opgegaan in Dirk                                               | Opgegaan in Dirk                                               | Opgegaan in Dirk                                               | Opgegaan in Dirk                                               | Opgegaan in Dirk                                               | Opgegaan in Dirk                                               |
| 00 Jan Bruijns         | 9     | 9                                                              | 9                                                              | 9                                                              | Opgegaan in Dirk                                               | Opgegaan in Dirk                                               | Opgegaan in Dirk                                               | Opgegaan in Dirk                                               | Opgegaan in Dirk                                               | Opgegaan in Dirk                                               | Opgegaan in Dirk                                               | Opgegaan in Dirk                                               | Opgegaan in Dirk                                               | Opgegaan in Dirk                                               | Opgegaan in Dirk                                               | Opgegaan in Dirk                                               | Opgegaan in Dirk                                               | Opgegaan in Dirk                                               | Opgegaan in Dirk                                               | Opgegaan in Dirk                                               | Opgegaan in Dirk                                               | Opgegaan in Dirk                                               |                                                                |
| 00 DekaMarkt           | 62    | 62                                                             | 82                                                             | 84                                                             | 85                                                             | 85                                                             | 81                                                             | 84                                                             | 84                                                             | 87                                                             | 83                                                             | 86                                                             | 86                                                             | 86                                                             | 83                                                             | 82                                                             | 82                                                             | 80                                                             | 80                                                             | 81                                                             | 79                                                             | 99                                                             | 101                                                            |
| 000 Komart G           | 16    | 16                                                             | Opgegaan in DekaMarkt                                          | Opgegaan in DekaMarkt                                          | Opgegaan in DekaMarkt                                          | Opgegaan in DekaMarkt                                          | Opgegaan in DekaMarkt                                          | Opgegaan in DekaMarkt                                          | Opgegaan in DekaMarkt                                          | Opgegaan in DekaMarkt                                          | Opgegaan in DekaMarkt                                          | Opgegaan in DekaMarkt                                          | Opgegaan in DekaMarkt                                          | Opgegaan in DekaMarkt                                          | Opgegaan in DekaMarkt                                          | Opgegaan in DekaMarkt                                          | Opgegaan in DekaMarkt                                          | Opgegaan in DekaMarkt                                          | Opgegaan in DekaMarkt                                          | Opgegaan in DekaMarkt                                          | Opgegaan in DekaMarkt                                          | Opgegaan in DekaMarkt                                          | Opgegaan in DekaMarkt                                          |
| 0 CoopCodis/Coop       |       |                                                                |                                                                |                                                                |                                                                |                                                                |                                                                | 140                                                            |                                                                | 187                                                            | 202                                                            | 212                                                            | 220                                                            | 231                                                            | 241                                                            | 255                                                            | 258                                                            | 263                                                            | 289                                                            | 319                                                            |                                                                |                                                                |                                                                |
| 00 Coop                |       |                                                                |                                                                | 85                                                             | 84                                                             | 104                                                            | 92                                                             | 86                                                             | 91                                                             | 88                                                             | 111                                                            | 118                                                            | 130                                                            | 139                                                            | 151                                                            | 159                                                            | 166                                                            | 197                                                            | 222                                                            | 251                                                            | 257                                                            | 316                                                            | 219                                                            |
| 00 CoopCompact         |       |                                                                |                                                                | 29                                                             | 45                                                             | 49                                                             | 53                                                             | 54                                                             | 55                                                             | 57                                                             | 57                                                             | 57                                                             | 51                                                             | 58                                                             | 54                                                             | 59                                                             | 57                                                             | 61                                                             | 60                                                             | 59                                                             | 54                                                             |                                                                |                                                                |
| 00 Coop Vandaag        | –     | –                                                              | –                                                              | –                                                              | –                                                              | –                                                              | –                                                              | –                                                              | –                                                              | –                                                              | –                                                              | –                                                              | –                                                              | –                                                              | –                                                              | 3                                                              | 3                                                              | 5                                                              | 7                                                              | 9                                                              | 8                                                              |                                                                |                                                                |
| 00 Volumemarkt         | 36    | 46                                                             | 48                                                             | 41                                                             | 17                                                             | 11                                                             | 6                                                              | 4                                                              | Opgegaan in Coop                                               | Opgegaan in Coop                                               | Opgegaan in Coop                                               | Opgegaan in Coop                                               | Opgegaan in Coop                                               | Opgegaan in Coop                                               | Opgegaan in Coop                                               | Opgegaan in Coop                                               | Opgegaan in Coop                                               | Opgegaan in Coop                                               | Opgegaan in Coop                                               | Opgegaan in Coop                                               | Opgegaan in Coop                                               | Opgegaan in Coop                                               | Opgegaan in Coop                                               |
| 00 E-markt             | 90    | 80                                                             | 82                                                             | 70                                                             | 56                                                             | 43                                                             | 32                                                             | 25                                                             | Opgegaan in Coop                                               | Opgegaan in Coop                                               | Opgegaan in Coop                                               | Opgegaan in Coop                                               | Opgegaan in Coop                                               | Opgegaan in Coop                                               | Opgegaan in Coop                                               | Opgegaan in Coop                                               | Opgegaan in Coop                                               | Opgegaan in Coop                                               | Opgegaan in Coop                                               | Opgegaan in Coop                                               | Opgegaan in Coop                                               | Opgegaan in Coop                                               | Opgegaan in Coop                                               |
| 0 Hoogvliet            | 31    | 35                                                             | 37                                                             | 38                                                             | 42                                                             | 50                                                             | 51                                                             | 56                                                             | 58                                                             | 59                                                             | 60                                                             | 62                                                             | 62                                                             | 64                                                             | 65                                                             | 64                                                             | 66                                                             | 68                                                             | 68                                                             | 70                                                             | 71                                                             | 71                                                             | 71                                                             |
| 0 Deen                 | 28    | 32                                                             | 33                                                             | 37                                                             | 36                                                             | 48                                                             | 49                                                             | 54                                                             | 56                                                             | 56                                                             | 61                                                             | 62                                                             | 64                                                             | 67                                                             | 70                                                             | 76                                                             | 78                                                             | 82                                                             | 81                                                             | 81                                                             | 80                                                             | Overgenomen door Albert Heijn, Vomar en DekaMarkt              | Overgenomen door Albert Heijn, Vomar en DekaMarkt              |
| 0 Jan Linders          | 43    | 44                                                             | 44                                                             | 44                                                             | 46                                                             | 45                                                             | 53                                                             | 54                                                             | 53                                                             | 52                                                             | 53                                                             | 56                                                             | 56                                                             | 56                                                             | 57                                                             | 57                                                             | 59                                                             | 60                                                             | 59                                                             | 61                                                             | 62                                                             | 62                                                             | 64                                                             |
| 0 Nettorama            | 20    | 21                                                             | 24                                                             | 24                                                             | 24                                                             | 25                                                             | 26                                                             | 28                                                             | 28                                                             | 29                                                             | 30                                                             | 29                                                             | 29                                                             | 30                                                             | 30                                                             | 31                                                             | 31                                                             | 31                                                             | 31                                                             | 31                                                             | 32                                                             | 32                                                             | 32                                                             |
| 0 Poiesz               | 34    | 35                                                             | 35                                                             | 36                                                             | 40                                                             | 41                                                             | 43                                                             | 47                                                             | 49                                                             | 50                                                             | 57                                                             | 61                                                             | 62                                                             | 64                                                             | 68                                                             | 69                                                             | 68                                                             | 68                                                             | 70                                                             | 70                                                             | 70                                                             | 69                                                             | 72                                                             |
| 0 Boon Beheer          |       |                                                                |                                                                |                                                                |                                                                |                                                                |                                                                |                                                                |                                                                |                                                                | 34                                                             | 36                                                             | 41                                                             | 40                                                             | 40                                                             | 40                                                             | 39                                                             | 41                                                             | 39                                                             | 39                                                             | 39                                                             | 40                                                             | 42                                                             |
| 00 MCD                 | 30    | 27                                                             | 28                                                             | 26                                                             | 25                                                             | 25                                                             | 25                                                             | 28                                                             | 29                                                             | 31                                                             | 33                                                             | 33                                                             | 37                                                             | 37                                                             | 36                                                             | 35                                                             | 29                                                             | 27                                                             | 29                                                             | 28                                                             | 26                                                             |                                                                | 15                                                             |
| 00 Boon's Markt        | –     | –                                                              | –                                                              | –                                                              | –                                                              | –                                                              | –                                                              | –                                                              | –                                                              | –                                                              | –                                                              | –                                                              | 1                                                              | 2                                                              | 5                                                              | 5                                                              | 5                                                              | 8                                                              | 10                                                             | 11                                                             | 13                                                             |                                                                |                                                                |
| 0 Vomar                | 34    | 36                                                             | 37                                                             | 40                                                             | 41                                                             | 43                                                             | 51                                                             | 54                                                             | 54                                                             | 53                                                             | 55                                                             | 56                                                             | 57                                                             | 60                                                             | 62                                                             | 63                                                             | 65                                                             | 64                                                             | 65                                                             | 69                                                             | 71                                                             |                                                                |                                                                |
| 0 Boni                 | 32    | 33                                                             | 33                                                             | 33                                                             | 32                                                             | 32                                                             | 32                                                             | 32                                                             | 33                                                             | 33                                                             | 34                                                             | 36                                                             | 37                                                             | 38                                                             | 40                                                             | 43                                                             | 42                                                             | 43                                                             | 44                                                             | 44                                                             | 44                                                             |                                                                |                                                                |
| 0 Sligro Food Group    |       |                                                                |                                                                |                                                                |                                                                |                                                                |                                                                |                                                                |                                                                | 147                                                            | 138                                                            | 130                                                            | 131                                                            |                                                                |                                                                |                                                                |                                                                |                                                                |                                                                |                                                                |                                                                | –                                                              |                                                                |
| 00 Prisma Food Retail  |       |                                                                | Opgegaan in Sligro Food Group                                  | Opgegaan in Sligro Food Group                                  | Opgegaan in Sligro Food Group                                  | Opgegaan in Sligro Food Group                                  | Opgegaan in Sligro Food Group                                  | Opgegaan in Sligro Food Group                                  | Opgegaan in Sligro Food Group                                  | Opgegaan in Sligro Food Group                                  | Opgegaan in Sligro Food Group                                  | Opgegaan in Sligro Food Group                                  | Opgegaan in Sligro Food Group                                  | Opgegaan in Sligro Food Group                                  | Opgegaan in Sligro Food Group                                  | Opgegaan in Sligro Food Group                                  | Opgegaan in Sligro Food Group                                  | Opgegaan in Sligro Food Group                                  | Opgegaan in Sligro Food Group                                  | Opgegaan in Sligro Food Group                                  | Opgegaan in Sligro Food Group                                  | Opgegaan in Sligro Food Group                                  | Opgegaan in Sligro Food Group                                  |
| 000 EMTÉ               | 11    | 11                                                             | 11                                                             | 13                                                             | 16                                                             | 17                                                             | 31                                                             | 80                                                             | 84                                                             | 78                                                             | 90                                                             | 119                                                            | 125                                                            | 129                                                            | 127                                                            | 130                                                            | 133                                                            | 130                                                            | 56                                                             | Overgenomen door Coop en Jumbo                                 | Overgenomen door Coop en Jumbo                                 | Overgenomen door Coop en Jumbo                                 | Overgenomen door Coop en Jumbo                                 |
| 000 Golff              | 66    | 60                                                             | 61                                                             | 61                                                             | 59                                                             | 58                                                             | 57                                                             | 67                                                             | 68                                                             | 53                                                             | 27                                                             |                                                                |                                                                | Opgegaan in EMTÉ                                               | Opgegaan in EMTÉ                                               | Opgegaan in EMTÉ                                               | Opgegaan in EMTÉ                                               | Opgegaan in EMTÉ                                               | Opgegaan in EMTÉ                                               | Opgegaan in EMTÉ                                               | Opgegaan in EMTÉ                                               | Opgegaan in EMTÉ                                               | Opgegaan in EMTÉ                                               |
| 000 Sanders            | 18    | 18                                                             | 18                                                             | 19                                                             | 20                                                             | 21                                                             | 20                                                             | 20                                                             | 22                                                             | 22                                                             | 21                                                             | Opgegaan in EMTÉ                                               | Opgegaan in EMTÉ                                               | Opgegaan in EMTÉ                                               | Opgegaan in EMTÉ                                               | Opgegaan in EMTÉ                                               | Opgegaan in EMTÉ                                               | Opgegaan in EMTÉ                                               | Opgegaan in EMTÉ                                               | Opgegaan in EMTÉ                                               | Opgegaan in EMTÉ                                               | Opgegaan in EMTÉ                                               | Opgegaan in EMTÉ                                               |
| 000 MeerMarkt          | 86    | 86                                                             | 81                                                             | 80                                                             | 75                                                             | 72                                                             | 76                                                             | 68                                                             | 68                                                             | Omgebouwd tot Golff, Spar en Attent                            | Omgebouwd tot Golff, Spar en Attent                            | Omgebouwd tot Golff, Spar en Attent                            | Omgebouwd tot Golff, Spar en Attent                            | Omgebouwd tot Golff, Spar en Attent                            | Omgebouwd tot Golff, Spar en Attent                            | Omgebouwd tot Golff, Spar en Attent                            | Omgebouwd tot Golff, Spar en Attent                            | Omgebouwd tot Golff, Spar en Attent                            | Omgebouwd tot Golff, Spar en Attent                            | Omgebouwd tot Golff, Spar en Attent                            | Omgebouwd tot Golff, Spar en Attent                            | Omgebouwd tot Golff, Spar en Attent                            | Omgebouwd tot Golff, Spar en Attent                            |
| Lidl                   | 105   | 150                                                            | 180                                                            | 191                                                            | 196                                                            | 209                                                            | 250                                                            | 287                                                            | 320                                                            | 328                                                            | 335                                                            | 355                                                            | 360                                                            | 375                                                            | 390                                                            | 403                                                            | 403                                                            | 417                                                            | 419                                                            | 432                                                            | 438                                                            | 438                                                            |                                                                |
| Aldi                   | 354   | 359                                                            | 377                                                            | 383                                                            | 385                                                            | 385                                                            | 391                                                            | 431                                                            | 442                                                            | 473                                                            | 482                                                            | 495                                                            | 503                                                            | 487                                                            | 502                                                            | 502                                                            | 507                                                            | 507                                                            | 502                                                            | 504                                                            | 497                                                            |                                                                |                                                                |
| Van Tol                |       |                                                                |                                                                |                                                                |                                                                |                                                                |                                                                |                                                                |                                                                |                                                                |                                                                |                                                                |                                                                |                                                                |                                                                |                                                                |                                                                |                                                                |                                                                |                                                                |                                                                |                                                                |                                                                |
| 0 Dagwinkel            | –     | –                                                              | –                                                              | –                                                              | –                                                              | –                                                              |                                                                | 1                                                              | 5                                                              | 6                                                              | 8                                                              | 12                                                             | 11                                                             | 19                                                             | 21                                                             | 22                                                             | 17                                                             | 17                                                             | 21                                                             | 30                                                             | 33                                                             | 37                                                             | 39                                                             |
| 0 Troefmarkt           | 61    | 94                                                             | 102                                                            | 131                                                            | 136                                                            | 136                                                            | 133                                                            | 131                                                            | 140                                                            | 107                                                            | 109                                                            | 73                                                             | 71                                                             | 62                                                             | 65                                                             | 40                                                             | 36                                                             | 34                                                             | Opgegaan in Dagwinkel                                          | Opgegaan in Dagwinkel                                          | Opgegaan in Dagwinkel                                          | Opgegaan in Dagwinkel                                          | Opgegaan in Dagwinkel                                          |
| Marqt                  |       |                                                                |                                                                |                                                                |                                                                |                                                                |                                                                |                                                                |                                                                | 1                                                              | 3                                                              |                                                                |                                                                | 13                                                             |                                                                | 15                                                             |                                                                |                                                                | 16                                                             | 16                                                             |                                                                |                                                                |                                                                |
| Agrimarkt              |       |                                                                |                                                                |                                                                |                                                                |                                                                | 3                                                              | 5                                                              | 5                                                              | 6                                                              | 5                                                              | 5                                                              | 5                                                              | 5                                                              | 5                                                              | 5                                                              | 5                                                              | 5                                                              | 6                                                              | 4 filialen verkocht aan Jumbo, 2 aan Lidl                      | 4 filialen verkocht aan Jumbo, 2 aan Lidl                      | 4 filialen verkocht aan Jumbo, 2 aan Lidl                      | 4 filialen verkocht aan Jumbo, 2 aan Lidl                      |
| Stipt                  | 26    | 22                                                             | 22                                                             | 17                                                             |                                                                |                                                                |                                                                |                                                                |                                                                |                                                                |                                                                |                                                                |                                                                |                                                                |                                                                |                                                                |                                                                |                                                                |                                                                |                                                                |                                                                |                                                                |                                                                |
| Komart Supermarkt      | 25    | 26                                                             | 16                                                             |                                                                |                                                                |                                                                | Overgenomen door Coop Supermarkten, Deen en Hoogvliet          | Overgenomen door Coop Supermarkten, Deen en Hoogvliet          | Overgenomen door Coop Supermarkten, Deen en Hoogvliet          | Overgenomen door Coop Supermarkten, Deen en Hoogvliet          | Overgenomen door Coop Supermarkten, Deen en Hoogvliet          | Overgenomen door Coop Supermarkten, Deen en Hoogvliet          | Overgenomen door Coop Supermarkten, Deen en Hoogvliet          | Overgenomen door Coop Supermarkten, Deen en Hoogvliet          | Overgenomen door Coop Supermarkten, Deen en Hoogvliet          | Overgenomen door Coop Supermarkten, Deen en Hoogvliet          | Overgenomen door Coop Supermarkten, Deen en Hoogvliet          | Overgenomen door Coop Supermarkten, Deen en Hoogvliet          | Overgenomen door Coop Supermarkten, Deen en Hoogvliet          | Overgenomen door Coop Supermarkten, Deen en Hoogvliet          | Overgenomen door Coop Supermarkten, Deen en Hoogvliet          | Overgenomen door Coop Supermarkten, Deen en Hoogvliet          | Overgenomen door Coop Supermarkten, Deen en Hoogvliet          |
| SC Johnson             |       |                                                                |                                                                |                                                                |                                                                |                                                                |                                                                |                                                                |                                                                |                                                                |                                                                |                                                                |                                                                |                                                                |                                                                |                                                                |                                                                |                                                                |                                                                |                                                                |                                                                |                                                                |                                                                |
| Expert Supermarkten    |       |                                                                |                                                                |                                                                |                                                                |                                                                |                                                                | 1                                                              | 3                                                              | 5                                                              | 9                                                              |                                                                |                                                                | 14                                                             |                                                                | 26                                                             | 27                                                             | 14                                                             | 3                                                              | Overgenomen door Albert Heijn en Boni                          | Overgenomen door Albert Heijn en Boni                          | Overgenomen door Albert Heijn en Boni                          | Overgenomen door Albert Heijn en Boni                          |
| Formule                | 2000  | 2001                                                           | 2002                                                           | 2003                                                           | 2004                                                           | 2005                                                           | 2006                                                           | 2007                                                           | 2008                                                           | 2009                                                           | 2010                                                           | 2011                                                           | 2012                                                           | 2013                                                           | 2014                                                           | 2015                                                           | 2016                                                           | 2017                                                           | 2018                                                           | 2019                                                           | 2020                                                           | 2021                                                           | 2022                                                           |

## Kritiek
- De grote schaal van supermarkten, die voor haar klanten vaak kosten en efficiëntie wil verbeteren, kan wezenlijke economische druk uitoefenen op toeleveranciers en kleinere winkelbedrijven.
- Het groeiend aantal supermarkten is reden voor het verdwijnen van kleine winkeliers en voor de toegenomen afhankelijkheid onder de klanten van hun auto.[bron?] Ook heeft de toenemende trend om met de auto naar de supermarkt of het winkelcentrum te gaan een negatieve invloed op het ecologisch evenwicht.